# Pseudagrion mascagnii
Pseudagrion mascagnii – gatunek ważki z rodziny łątkowatych (Coenagrionidae).